# 조선창극단
조선창극단(朝鮮唱劇團)은 대한민국의 창극 극단이다.
창극좌와 화랑창극단의 합동단체로 <항우와 우미인> 등 새 각본을 공연하였다.